# Hungría en los Juegos Europeos de Bakú 2015
Hungría participó en los Juegos Europeos de Bakú 2015 con una delegación de 200 deportistas. Responsable del equipo nacional fue el Comité Olímpico Húngaro, así como las federaciones deportivas nacionales de cada deporte con participación.
El portador de la bandera en la ceremonia de apertura fue el luchador István Veréb.

## Medallistas
El equipo de Hungría obtuvo las siguientes medallas:
| Nombre                                                           | Deporte            | Competición      |
| ---------------------------------------------------------------- | ------------------ | ---------------- |
| Oro                                                              |                    |                  |
| Panna Szöllősi Dóra Lendvay Dóra Hegyi Balázs Farkas Dániel Bali | Gimnasia aeróbica  | Grupos           |
| Emese Barka                                                      | Lucha libre        | 58 kg F          |
| Marianna Sastin                                                  | Lucha libre        | 60 kg F          |
| Danuta Kozák                                                     | Piragüismo         | K1 500 m F       |
| Gabriella Szabó Danuta Kozák Anna Kárász Ninetta Vad             | Piragüismo         | K4 500 m F       |
| Miklós Dudás                                                     | Piragüismo         | K1 200 m M       |
| Zoltán Kammerer Tamás Szalai                                     | Piragüismo         | K2 1000 m M      |
| Zoltán Kammerer Dávid Tóth Tamás Kulifai Dániel Pauman           | Piragüismo         | K4 1000 m M      |
| Plata                                                            |                    |                  |
| Hedvig Karakas                                                   | Judo               | –57 kg F         |
| Bálint Korpási                                                   | Lucha grecorromana | 71 kg M          |
| Janka Juhász                                                     | Natación           | 1500 m libre F   |
| Richárd Bognár                                                   | Tiro               | Doble foso M     |
| Bronce                                                           |                    |                  |
| Zoltán Harcsa                                                    | Boxeo              | Medio (–75 kg) M |
| Éva Csernoviczki                                                 | Judo               | –48 kg F         |
| Boglárka Bonecz                                                  | Natación           | 200 m mariposa F |
| Attila Vajda                                                     | Piragüismo         | C1 1000 m M      |
| Sándor Tótka Péter Molnár                                        | Piragüismo         | K2 200 m M       |
| Danuta Kozák                                                     | Piragüismo         | K1 200 m F       |
| Renáta Csay                                                      | Piragüismo         | K1 5000 m F      |
| Anna Kárász Ninetta Vad                                          | Piragüismo         | K2 500 m F       |